# Вільям Руфус Террілл
Вільям Руфус Террілл (21 квітня 1834 — 8 жовтня 1862) — солдат і генерал армії США, який загинув у битві при Перрівіллі під час Громадянської війни в США. Його брат - конфедерат Джеймс, член Конфедерації, також загинув під час тієї ж війни, що зробило Терріллів однією з небагатьох груп американських братів, які загинули під час командування бригадами.

## Раннє життя
Террілл народився в Ковінгтоні, штат Вірджинія, і виріс в Уорм-Спрінгс, в окрузі Бат, штат Вірджинія. Його батько, полковник Вільям Генрі Террілл, до війни був адвокатом у Вірджинії та членом Законодавчих зборів штату Вірджинія. Він став курсантом Військової академії США в 1849 році та закінчив її в 1853 році. Бувши курсантом, він брав участь у кулачній сутичці з однокурсником Філіпом Х. Шеріданом. Зустріч спричинила однорічне відсторонення Шерідана від навчання, хоча вони відновили своє спілкування, коли служили під командуванням дона Карлоса Буелла під час громадянської війни. Террілл закінчив школу 16-м у своєму класі в 1853 році. Після закінчення навчання він був призначений до 3-го артилерійського полку США та 4-го артилерійського полку США, де служив у різних гарнізонах. Він повернувся до Вест-Пойнта на посаду асистента професора математики у 1853-54 роках; служив у Флориді під час Третьої семінольської війни; досліджував узбережжя США з 1858 по 1861 рік. 1856 року отримав звання першого лейтенанта. 14 травня 1861 року він був призначений капітаном 5-го регулярного артилерійського полку у Вашингтоні, округ Колумбія.

## Громадянська війна
Попри те, що багато офіцерів регулярної армії з Півдня виступали проти відокремлення, напад конфедератів на форт Самтер і подальший заклик Лінкольна до добровольців змусив багатьох офіцерів, які народилися на Півдні, подати у відставку зі своїх посад. Террілл, однак, не залишив жодних сумнівів щодо своєї відданості, телеграфуючи 29 квітня 1861 року до Військового департаменту і генералу Вінфілду Скотту з Поукіпсі, штат Нью-Йорк, що «я зараз і завжди буду вірний своїй присязі і своїй країні. Ніхто не має повноважень подавати мою відставку. Я буду у Вашингтоні якнайшвидше» У серпні 1861 року Террілл отримав звання капітана 5-го артилерійського полку. Він був одним із шістнадцяти народжених у Вірджинії офіцерів регулярної армії, які запропонували свої послуги Союзу. Його молодший брат Джеймс Б. Террілл отримав звання майора Вірджинської піхоти і служив в армії Конфедерації. Їхній батько служив Конфедеративним Штатам як ректор-маршал округу Бат, штат Вірджинія. Старший Террілл написав синові гострого несхвального листа з осудом: «Чи можеш ти бути настільки безтурботним і неприродним, щоб допомагати в божевільній спробі нав'язати тиранію своїм рідним і близьким? Зробиш це, і твоє ім'я буде викреслено з сімейних записів».
Вільям Террілл служив помічником генерального інспектора в Вашингтоні, округ Колумбія, а потім командував батареєю артилерії в армії Огайо в битві при Шайло. 9 вересня 1862 року він отримав звання бригадного генерала добровольців і прийняв командування 33-ю бригадою в армії Огайо. Террілл не був популярним серед солдатів своєї бригади через своє походження з Вірджинії та сувору дисципліну. Один солдат 105-ї Огайо писав: «Він старий п'яний тиран і заслуговує на те, щоб його застрелили його ж люди, і якщо до цього не дійде, то це буде тому, що присяга сотень людей в 105-й бригаді була нікчемною». Втім, товариші по службі були високої думки про Террілла.
Він повів свої «зелені» війська в їхню першу бойову операцію в битві при Перривіллі. Близько 16:00 артилерійський снаряд конфедератів вибухнув біля Террілла, вбивши осколок у верхню частину грудної клітки і розірвавши ліву легеню. Відвезений в тил, він помер тієї ж ночі. Напередодні ввечері генерали Террілл і Джеймс С. Джексон та полковник Джордж Вебстер обговорювали малоймовірність своєї загибелі в бою. Усі троє загинуть в наступному бою.
У 1864 році під час сухопутної кампанії брат Террілла Джеймс, який на той час командував бригадою, загинув у битві за церкву Бетесда і був похований на полі бою. Посмертно отримав звання бригадного генерала. Інший молодший брат, Філіп Мелорі Террілл з 12-го кавалерійського полку Вірджинії, був убитий біля Вінчестера, штат Вірджинія, в листопаді 1864 року. Філіп Мелорі Террілл з 12-го кавалерійського полку Вірджинії, був убитий біля ополчення Конфедерації, пережив громадянську війну. Недобросовісний воєнний кореспондент з Harper's Weekly вигадав відповідну легенду про те, що згодом їхній скорботний батько встановив обом братам пам'ятний камінь, на якому було написано: «Цей пам'ятник поставив їхній батько. Один Бог знає, хто з них мав рацію».
Вільям Р. Террілл був похований на Національному кладовищі «Вест-Пойнт».